# Wilhelm-Külz-Straße 7 (Weimar)

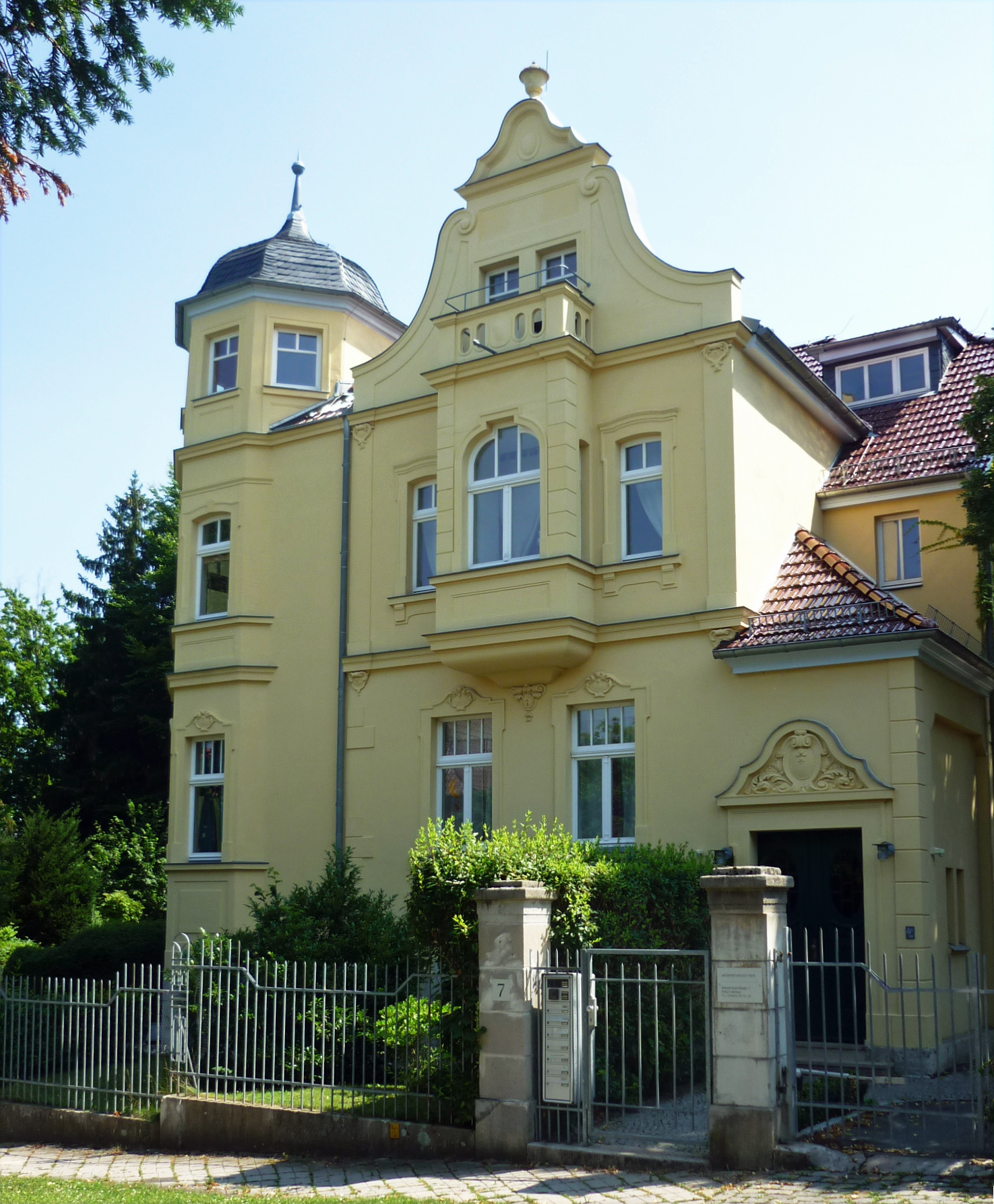
Weimar, Wilhelm-Külz-Straße 7

Das zweigeschossige Jugendstilhaus Wilhelm-Külz-Straße 7 in Weimar wurde nach eigenem Entwurf von dem Bauunternehmer Albert Sömmering 1910 errichtet.

## Geschichte
Das Gebäude war ursprünglich als Villa konzipiert worden. In den 1920er Jahren erfolgte eine Teilung des Gebäudes in zwei Wohnetagen. Trotzdem blieb der größte Teil der bauzeitlichen Ausstattung erhalten, wozu Wandpaneel und die Holz-Balken-Decke des Herrenzimmers bzw. die zum Teil mit bleiverglasten Füllungsfelder versehenen Zimmertüren, die Parkettfußböden. Im Jahre 1925/26 hatte die Stiftung Sophienhaus das Gebäude zu einer Wohlfahrts- und Kinderpflegerinnenschule umgebaut. Der Autoschuppen wurde hierbei zu einem Speisesaal für Kinder umgebaut. IM Jahre 1930 kaufte die Innere Mission das Haus, wobei sie die ehemalige Autogarage zu einer Hausmeisterwohnung umbauen wollte für ihr Theresienheim. In den Kriegsjahren ist das ehemalige Theresienheim Dienstgebäude des Thüringischen Gewerbeaufsichtsamtes gewesen. Seit 1945 ist es wieder Wohnhaus. Der Komponist Ottmar Gerster wohnte bis 1951 in diesem Haus. Eine Gedenktafel erinnert daran. Das Erdgeschoss besteht aus Backstein, das Obergeschoss aus Fachwerk mit Bruchsteinvorlage. Die Villa steht unter Denkmalschutz.